# I Don't Fuck with You
I Don't Fuck with You è un singolo del rapper statunitense Big Sean, che vede la partecipazione di E-40, prodotto da Mustard e Kanye West. Pubblicato il 19 settembre 2014, il singolo è estratto dall'album Dark Sky Paradise.
Il 7 ottobre 2014 il singolo è stato pubblicato su iTunes.
I Don't Fuck with You raggiunge la prima posizione tra le Hot R&B/Hip-Hop Songs, la prima anche nella Rhythmic Songs e l'undicesimo posto tra le Billboard Hot 100; a fine anno il singolo è 47° tra le Hot 100.

## Video musicale
Diretto da Mike Carson, il video musicale è stato pubblicato sul canale VEVO di Big Sean il 9 ottobre 2014: il video, che vede Big Sean nelle vesti di un quarterback, riprende parte delle scene finali del film Ogni maledetta domenica. Nel video sono presenti cameo di Kanye West, Mustard, Teyana Taylor e Jamal Lewis.

## Classifiche

### Classifiche settimanali
| Classifica (2015)           | Posizione massima |
| --------------------------- | ----------------- |
| Australia                   | 47                |
| Belgio (Vallonia)           | 49                |
| Canada                      | 35                |
| Canadian Digital Song Sales | 33                |
| Francia                     | 138               |
| Germania                    | 95                |
| Nuova Zelanda               | 25                |
| Regno Unito                 | 67                |
| Stati Uniti                 | 11                |
| US Digital Song Sales       | 10                |
| US Hot Rap Songs            | 1                 |
| US Hot R&B/Hip-Hop Songs    | 1                 |
| US Pop Songs                | 27                |
| US Radio Songs              | 14                |
| US R&B/Hip-Hop Airplay      | 1                 |
| US Rhythmic Songs           | 1                 |

### Classifiche di fine anno
| Classifica (2015) | Posizione |
| ----------------- | --------- |
| Australia Urban   | 22        |
| Stati Uniti       | 47        |